# 藍江

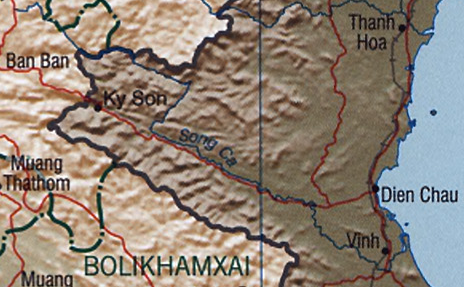
藍江

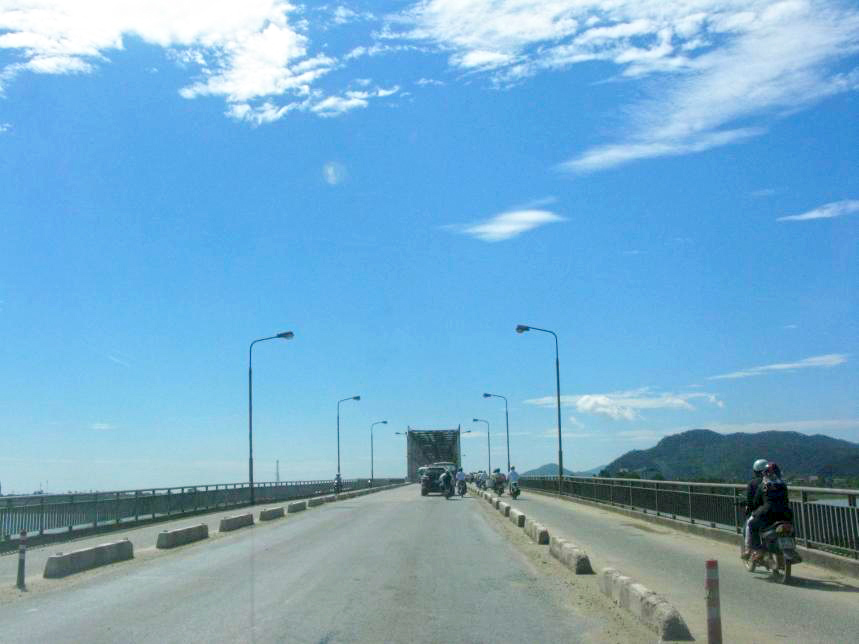
跨越藍江的邊水橋

藍江（寮語拉丁拼寫：Nam Khan），是東南亞的一條河流。它發源於寮國東北部山區，流經寮國川壙省，以及越南乂安省、河靜省，最終在越南北中部地區注入北部灣。幹流河長512公里，越南境內約300公里。
在接近河口的榮市邊水，建有邊水橋以跨越藍江。